# Jamada Csiaki
Jamada Csiaki (山田 千愛; Hepburn: Yamada Chiaki) (Sizuoka, 1966. augusztus 2. –) japán válogatott labdarúgó.

## Klub
A Shimizudaihachi SC és a Suzuyo Shimizu FC Lovely Ladies csapatában játszott.

## Nemzeti válogatott
1984-ben debütált a japán válogatottban. A japán válogatott tagjaként részt vett az 1989-es Ázsia-kupán. A japán válogatottban 21 mérkőzést játszott.

## Statisztika
| Japán válogatott | Japán válogatott | Japán válogatott |
| Időszak          | Mérk.            | gól              |
| ---------------- | ---------------- | ---------------- |
| 1984             | 2                | 0                |
| 1985             | 0                | 0                |
| 1986             | 6                | 0                |
| 1987             | 4                | 1                |
| 1988             | 2                | 0                |
| 1989             | 7                | 2                |
| Összesen         | 21               | 3                |

## Sikerei, díjai
Japán válogatott
- Ázsia-kupa:  Bronz; 1989